# Тодор Тодоров (футболист, р. 1982)
Вижте пояснителната страница за други личности с името Тодор Тодоров.
Тодор Тодоров български футболист, вратар на Светкавица (Търговище). Известен с изявите си в Литекс.

## Състезателна кариера
Юноша на футболната школа на столичния третодивизионен клуб Локомотив 101. В същото време посещава и частната школа на Игор Кулиш. Легендарния вратар го препоръчва на Торпедо (Москва) и Тодоров едва седемнадесет годишен заминава на проби. Изкарва една седмица в руската столица, но се оказва, че клубът търси опитен страж и младокът се прибира в София.
След като навършва 18 години, младият Тодор Тодоров пази в софийската регионална група, а след това отива в Дряново, където баща му Тодоров – старши е бивш играч на местния Локомотив и започва да пази в тима. Забелязан е от бившия вратар на ЦСКА Илия Вълов, който бързо схваща, че вратарчето има бъдеще и го взима със себе си в Черно море (Варна). Повече от година вратарят стои на резервната скамейка и в крайна сметка е трансфериран в Спартак (Плевен). В началото е резерва, но след това започва да пази по-редовно като титуляр. Привлечен е в Литекс от треньорът на вратарите Здравко Букарица, тогава помощник на Люпко Петрович за заместник на легендата Витомир Вутов. Тодор става твърд титуляр и често спасява дузпи.
Допринася за спечелването на Купата на България за 2008 г., като на 1/4 финала (4:3) след изпълнение на дузпи, спасява два наказателни удара срещу Левски (София), и с това става герой на мача. През лятото на 2009 г. е привлечен сърбинът Урош Голубович, който измества Тодоров от титулярното място. От началото на 2010 г. е играе под наем до края на шампионата в Сливен. През лятото на 2010 г. е привлечен в състава на Локомотив (Пловдив), но изиграва само 5 срещи. От 2011 е в Доростол, където записва 3 срещи. В началото на 2012 е привлечен в Светкавица (Търговище).
От 2015 г. играе за Ботев (Нови Пазар). През 2019 г. се завръща в Светкавица.

## Успехи
Литекс Ловеч
- Шампион на България (1): 2010
- Купа на България (2): 2008, 2009